# 平將賴
平將賴(?-940年)，日本平安時代中期武將。他是平良將之子，平將門之弟，又稱「御厨三郎」。尊卑分脈說他是平良將四子。

## 概説
平將門席捲關東僭稱新皇時曾私授將賴下野國守。天慶3年（940年）2月，將門被平貞盛和藤原秀鄉打敗戰死勢力為之瓦解，他本人也受相模國守討伐而死。
將門記中曾有將門的兄弟被授朝臣稱號的記載，但詳細內容不明。